# Windpark Harthäuser Wald
Der Windpark Harthäuser Wald ist ein Windpark im deutschen Bundesland Baden-Württemberg. Er umfasst 18 Windkraftanlagen vom Typ E-115 des deutschen Herstellers Enercon. Mit einer Gesamtleistung von 54,9 MW ist der von der ZEAG Energie AG betriebene Windpark der leistungsstärkste im Bundesland.

## Standort
Der Windpark befindet sich im Harthäuser Wald, einem großen Waldgebiet im nordöstlichen Teil des Landkreises Heilbronn. Er liegt auf dem Gebiet der Gemeinden Hardthausen am Kocher, Widdern, Möckmühl, Forchtenberg und Jagsthausen. Westlich des Standortes führt die A 81 durch das Waldgebiet, nördlich befindet sich das Jagsttal.

## Geschichte

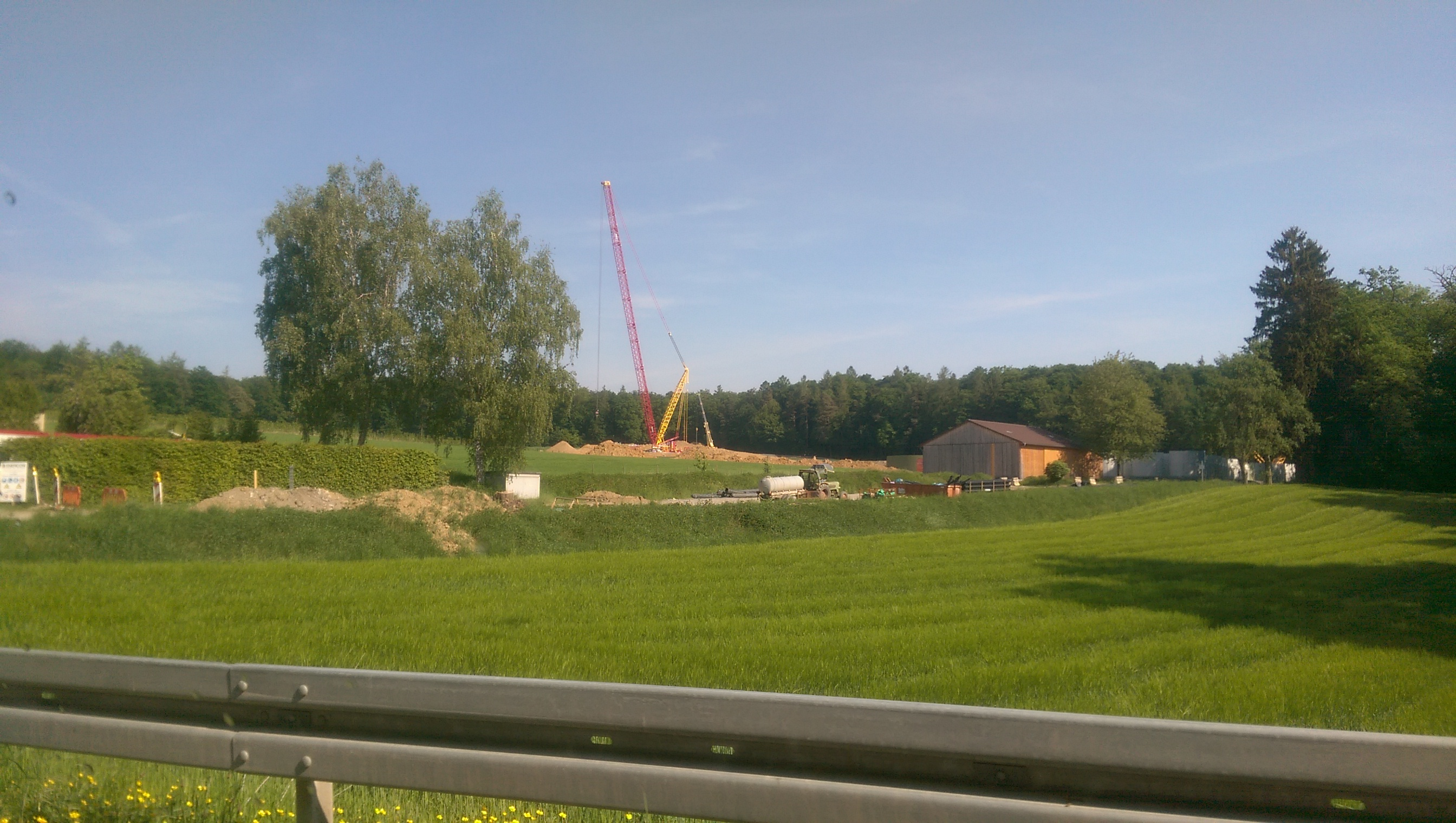
Aufbau der ersten Anlagen im Jahr 2015

Pläne für einen Windpark im Harthäuser Wald gibt es schon seit 2012. Die Genehmigung für den Bau wurde im Dezember 2014 erteilt, anschließend entstanden die ersten 14 Anlagen im Laufe des Jahres 2015.
Im Herbst 2015 wurde der Windpark in seiner ersten Ausbaustufe im Beisein von Ministerpräsident Winfried Kretschmann offiziell in Betrieb genommen. Bis zur Fertigstellung des Windparks Lauterstein im Jahr 2016 war er der größte Windpark in Baden-Württemberg.
2017 bis 2018 wurde der Park um vier weitere Anlagen des Typs Enercon E-115 erweitert. Dabei kam unter anderem ein Turmdrehkran der Firma Liebherr zum Einsatz. Dieser eignet sich aufgrund des geringen Flächenverbrauches ideal für die Montage an schwer zugänglichen Standorten. Seit Fertigstellung dieser Anlagen ist der Windpark wieder der größte und leistungsstärkste in Baden-Württemberg.

## Betrieb
Der Windpark besteht aus 18 Windkraftanlagen (mit Erweiterung) des Typs Enercon E-115 / 3,05 MW mit einer Nabenhöhe von 149 m und besitzt eine installierte Leistung von insgesamt 54,9 MW. Das jährliche Regelarbeitsvermögen der ersten 14 Anlagen beträgt ca. 92 Mio. kWh, was etwa dem jährlichen Stromverbrauch von 26.000 Haushalten entspricht.
Betrieben wird der Windpark von ZEAG Energie; zudem sind auch die Gemeinde Hardthausen am Kocher, Widdern, Möckmühl, Forchtenberg und Jagsthausen am Windpark beteiligt.

## Photovoltaikanlage
Im Zuge der Energiewende wurde ein Bau einer Photovoltaikanlage im Gebiet des Seehauses geplant. Diese soll die Größe von 12,3 ha betragen und eine Gesamtleistung von 9 MWp besitzen.